# Grand Isle (Maine)
Grand Isle – miasto w Stanach Zjednoczonych, w stanie Maine, w hrabstwie Aroostook.